# Ringa
Ringa är en ort i Norrala socken i Söderhamns kommun, Gävleborgs län. Fram till och med 2005 klassades Ringa som en småort.